# Christus factus est (Bruckner, 1873)
Christus factus est, WAB 10, ist eine geistliche Motette von Anton Bruckner – seine zweite Vertonung des Graduale Christus factus est, komponiert 1873. Einige Jahrzehnte zuvor, 1844, hatte Bruckner schon ein Stück nach demselben Text als Graduale für die Messe für den Gründonnerstag, WAB 9, komponiert. 1884 komponierte Bruckner eine dritte, bekanntere Vertonung (WAB 11) für Chor a cappella.

## Geschichte
Bruckner komponierte die Motette 1873. Die Uraufführung fand am 8. Dezember 1873 in der Wiener Hofmusikkapelle zum Fest Mariä Empfängnis statt.
Die Handschrift, von der eine Kopie in der Österreichischen Nationalbibliothek archiviert ist, wurde 1945 zerstört. Auf sein Manuskript schrieb Bruckner Besser ohne Violinen. Laut Ricardo Luna „würde dies bedeuten, dass er das Werk ideal für achtstimmigen Chor mit kurzen Eingriffen der Posaunen konzipiert hat und dass er die Streicher colla parte komponierte um Intonationsprobleme zu vermeiden“.
Das Werk wurde erstmals 1934 von Ludwig Berberich in Wien ohne Streichinstrumente veröffentlicht (die Violinen wurden in den Takten 1–14 durch die Altstimme ersetzt).
Die Neuausgabe (Nowak-Bauernfeind) entspricht der Originalhandschrift.

## Musik
Das 61-taktige Werk in d-Moll ist mit achtstimmigem gemischtem Chor, drei Posaunen, zwei Violinen, und Viola, Violoncello und Kontrabass besetzt.
Der erste Teil (Takte 1–12), eine Melodie im dorischen Modus, die von der Sopran- und Altstimme Unisono gesungen wird und von einem Kontrapunkt der ersten und zweiten Violine begleitet wird, endet mit autem crucis.
Der zweite Teil (Takte 13–21), ein Fugato ist moduliert nach B-Dur und endet in den Takten 20–21 in forte auf exaltavit illum.
Der dritte Teil (Takte 22–31), getragen von den Streichern und den Posaunen, endet in einem Höhepunkt in As-Dur auf dedit illi nomen.
Der vierte Teil (Takte 31–61) beginnt im pianissimo und in aufeinanderfolgenden Einsätzen der acht Stimmen – von der tiefsten bis zur höchsten Stimmpartie – bildet eine „Klangpyramide“, die auf einem Pedalton basiert, und die zu einem weiteren Höhepunkt in C-Dur führt. Auf Takt 38 folgt eine zweite „Pyramide“, die dem gleichen Verfahren folgt und in D-Dur endet.
Die Coda über quod est super beginnt in Takt 45 mit einer dritten „Pyramide“, die mit einer größeren dramatischen Wirkung aufgeladen ist, und endet in den Takten 51–53 mit einem a cappella-Höhepunkt in d-Moll. Der zweite Teil der Coda (Takte 53–61), gesungen a cappella, der ein klares Zitat der Coda des Kyrie der Messe in e-Moll ist, endet in pianissimo in D-Dur.
„Man muss diese Komposition als eines der ausdrucksstärksten und monumentalsten Werke der geistlichen Musik Bruckners werten...“, kommentierte der Musikwissenschaftler Leopold Nowak seinen Eindruck vom Werk.

## Diskografie
Es gibt nur zwei Aufnahmen dieser Vertonung von Christus factus est:
- Jonathan Brown, Ealing Abbey Choir, Anton Bruckner: Sacred Motets – CD: Herald HAVPCD 213, 1997 (ganz a cappella)
- Ricardo Luna, Hard-Chor Linz, Ensemble Wien-Linz, Bruckner unknown – CD: Preiser Records PR 91250, 2013 (nach der Originalpartitur) – ist auch auf YouTube zu hören: Christus factus est, Originalfassung, WAB10